# Cursus honorum
Le cursus honorum, expression latine qui signifie « parcours des honneurs », est dans la Rome antique l'ordre que doit suivre un citoyen pour accéder aux magistratures publiques, de la moins importante  la questure, à la plus importante, le consulat. Mis en usage à une époque mal déterminée, le cursus honorum n'est formalisé qu'en 180 av. J.-C. par la Lex Villia Annalis.
Cet ordre obligatoire permet de gagner progressivement en compétence, de sorte que les magistratures supérieures soient occupées par des hommes expérimentés.

## Cursus honorumauIIesiècleav. J.-C.
En prérequis, il faut être éligible, c'est-à-dire appartenir à la classe équestre des citoyens romains, et faire son service militaire comme cavalier, ce qui au IIe siècle av. J.-C. signifie posséder un cens d’au moins 400 000 sesterces.
Les magistratures s’enchaînent dans l’ordre suivant :

### Questeurs (quaestores)
Le questeur doit être âgé de 28 ans au minimum et est chargé de s'occuper des finances de l'État ou d'une province. Les questeurs sont les payeurs aux armées et les trésoriers d'une province. Le nombre de questeurs élus par an a varié au cours de la République, passant de quatre à quarante postes sous Jules César.

### Édiles (aediles)
L'âge minimum pour être édile est de 31 ans et il faut avoir été questeur pour postuler. Quatre postes sont pourvus par an. Les édiles s'occupent de l'administration de Rome : de la police des marchés, de l'approvisionnement des marchés, de la police générale et de l’organisation des jeux du cirque.
Les édiles curules sont élus par les comices tributes, mais les édiles plébéiens par les conciles plébéiens, de plus ils bénéficient de l'inviolabilité.

### Préteurs (praetores)
Il y a deux préteurs en -241. Le préteur pérégrin se charge des litiges entre un citoyen et un étranger tandis que le préteur urbain s'occupe de ceux entre deux citoyens, de plus il remplace temporairement un consul absent. L'âge minimum requis est de 34 ans.
Les préteurs sont élus par les comices centuriates. Ils disposent de l'imperium, ils ont le droit d'auspices majeurs et bénéficient de deux licteurs.

### Consuls (consules)
Les consuls, au nombre de deux, sont les magistrats supérieurs. L'âge minimum requis est de 40 ans. Les consuls convoquent et président les réunions du Sénat, les comices curiates, les comices centuriates. Ils commandent les armées, et ils sont éponymes, ce qui signifie que les années portent leurs noms. Les consuls sont élus par les comices centuriates, ils ont le droit d'auspices majeurs, le droit d'imperium et puis bénéficient de douze licteurs.
Le consul peut être réélu, mais il est d’usage de ne pas se présenter pour un second mandat lorsqu'on est consul en exercice : il faut être redevenu simple citoyen pour postuler de nouveau au consulat. La loi reelection consulem confirme cette coutume en -150. Les consuls sont deux car les citoyens craignaient un retour à la royauté.

## Particularités
On peut relever dans cette succession, l’absence du tribunat de la plèbe, que l’aristocratie romaine ne considère pas comme une magistrature honorable. Manquent aussi les magistratures de censeur et de dictateur : bien qu'elles soient d’un rang supérieur à celles du consul, ce ne sont pas des magistratures annuelles. De plus, la dictature n’étant pas accessible par voie électorale, elle ne s’intègre donc pas dans un parcours normal.

## Évolution ducursus honorumauIIesiècleav. J.-C.
Des entorses aux règles sont signalées par les historiens romains, en cas de crise ou pour des personnalités remarquables :
- Scipion l'Africain fut élu consul en -205 avant d’avoir l’âge requis.
- Scipion Émilien fut élu consul sans avoir été édile ni préteur auparavant.

Cicéron rappelle le cas d'autres personnalités moins célèbres qui ont obtenu le consulat tout en ayant perdu une des élections intermédiaires, édilité ou questure.
À la fin du IIe siècle av. J.-C., Marius et ses partisans multiplièrent les abus :
- Marius cumula cinq consulats d’affilée de -104 à -100.
- Cinna fut consul quatre fois de suite de -87 à -84 et Carbo trois fois consul en quatre ans de -85 à -82, tandis que son fils Marius le Jeune fut consul en -82 à vingt-six (ou vingt-sept) ans seulement, avant l’âge habituel[3],[4].

En réaction, Sylla réforma le cursus honorum lors de sa dictature entre -81 et -79 :
- Les conditions d’âge furent relevées et portées à 30 ans pour la questure, 36 ans pour l’édilité, 40 ans pour la préture, 43 ans pour le consulat.
- Le nombre de questeurs et de préteurs fut augmenté pour les besoins d’administration d’une Rome et d’un empire agrandis, passant à 20 questeurs et 8 préteurs. Cela ouvrait aussi la carrière des honneurs à un plus grand nombre de membres de la nobilitas.
- L’édilité devint facultative.
- Pour le consulat, un intervalle de dix ans minimum fut imposé entre deux mandats.
- Avoir exercé le mandat de tribun de la plèbe excluait d’office du cursus honorum.

Sylla fit respecter avec la plus grande rigueur ces dispositions, faisant arrêter sur le Forum et exécuter un de ses lieutenants Quintus Lucretius Ofella, qui prétendait poser directement sa candidature au consulat en se dispensant du cursus honorum.
La dernière mesure qui transforme le tribunat de la plèbe en impasse politique est abolie par Pompée après l’abdication de Sylla en -79. De plus, l’ambitieux Pompée déroge à la règle, en devenant consul à 36 ans.
Une génération plus tard, Jules César exerçant la dictature, accroît le nombre de questeurs au nombre de 40, d’édiles qui passa à 10 et de préteurs qui passa à 20.
Son successeur, Octave, obtint du Sénat d'être nommé propréteur alors qu'il n'avait ni exercé auparavant le charge de questeur et de préteur, ni l'âge requis. C'est à cette occasion que Cicéron prononça dans un de ses discours cette phrase devenue célèbre : « La valeur n'attend pas le nombre des années » (« Virtute superavit aetatem »), reprise ensuite par Corneille dans Le Cid (« Aux âmes bien nées, la valeur n'attend point le nombre des années »).

## Cursus honorumsous lePrincipat
Tandis que l’intérêt politique des magistratures s’effaçait avec la fin des compétitions électorales, l’augmentation du nombre de questeurs et de préteurs décidée par César orientait le cursus honorum vers des carrières administratives dans les provinces. Auguste et ses successeurs confirmèrent cette orientation, en multipliant l’accord du consulat par le système des consuls suffects.
Une carrière sénatoriale se créa, calquée sur l’enchaînement du cursus honorum, avec des conditions d’âge plus basses que sous la République, et enrichie des missions d’administration impériale. L’historien Paul Petit décrit ainsi le cursus possible d’un fils de sénateur :
- La carrière commençait à 17 ans par une année dans les fonctions administratives ou juridiques du vigintivirat dont les enfants des grandes familles pouvaient se dispenser.
- un an (parfois moins) de service militaire à 18 ans, comme tribun militaire laticlave dans une légion.
- questeur à 25 ans, magistrature d'un an donnant un accès automatique au Sénat en sortie de charge.
- édile ou tribun de la plèbe à 27 ans.
- préteur à 30 ans, qui qualifie pour des postes importants : fonctions juridiques, légat de légion, légat proprétorien adjoint d’une grande province ou légat d’une province dite prétorienne, préfet du trésor (ærarium), curateur.
- consul à partir de 33 ans, le plus souvent consul suffect, titre honorifique qui donnait accès aux postes de légat de province, voire de proconsul en Asie ou en Afrique, provinces les plus enviées.
- consul ordinaire ou éponyme, sommet du cursus pour les hommes les plus appréciés, qui pouvait s’enchaîner sur la préfecture de la Ville.

Les conditions d’âge pouvaient faire l’objet de dispenses. Le nombre de postes exercés entre la préture et le consulat et leur durée variaient selon la qualité du sénateur et ses appuis, les patriciens ayant généralement un cursus rapide et passant les échelons à l'âge minimum requis, tandis que les sénateurs plébéiens pouvaient accumuler les charges avant d'obtenir leur consulat en fin de carrière.
Toutefois, le faible nombre de sénateurs compétents et intéressés par le service public, malgré leur renouvellement par des provinciaux, et la méfiance de certains empereurs vis-à-vis du Sénat fit diminuer peu à peu le nombre de sénateurs titulaires de postes dirigeants dans l’administration impériale, au profit des membres de l’ordre équestre plus dynamique.

## Cursus honorumsous leDominat
Au IVe siècle, le cursus honorum persiste encore à Rome, pour des magistratures désormais vides de tout pouvoir, et obligeant surtout à donner des jeux. Les nominations aux postes importants de l’administration impériale ne dépendent plus du cursus honorum réalisé, ou de l’appartenance à l’ordre sénatorial ou à l’ordre équestre, fusionnés sous Constantin Ier. Constantin nomme encore des consuls, désormais à titre honorifique et pour les besoins du calendrier (consuls éponymes), et laisse au Sénat de Rome le soin de désigner les autres magistratures, questure et préture. L'édilité a disparu au IIIe siècle. Le consulat ouvre toujours l’accès à la préfecture de la Ville.
Les conditions d'âge pour l'accès aux magistratures sont abaissées :
- questeur à 16 ans contre 25 ans. Les jeux à donner après l'entrée en charge en décembre sont financés sur la fortune du jeune titulaire, ou celle de ses parents. La questure ne donne plus accès au sénat de Rome, mais c'est avec la magistrature de préteur qu'on y entre[9]. À Constantinople, la questure disparait, tandis que le tribunat de la plèbe réapparait et donne l'accès au Sénat de Constantinople[9];
- préteur à 20 ans, parfois moins; Rome a un préteur urbain et un préteur tutélaire, Constantinople dispose d'un préteur flavialis et d'un préteur constantinien, du nom des familles impériales. Le préteur entre en charge le premier janvier, donne sept jours de jeux dans l'amphithéâtre et le cirque et distribue obligatoirement des cadeaux au peuple ;
- consul ordinaire reste attribué à un âge avancé. Il y en a un à Rome et un à Constantinople, qui adressent un discours d'actions de grâce à l'empereur à leur entrée en charge au premier janvier et donnent des jeux. Un consul suffect à Rome préside les cérémonies anniversaires de la Ville, le 21 avril.